# 小行星4787
小行星4787（英語：4787 Shulʹzhenko）是一颗围绕太阳公转的小行星。1986年9月6日，柳德米拉·瓦斯列娜·朱然勒娃在克里米亚发现了此天体。
这颗小行星的绝对星等为9.066307902316225等。